# Sander van Roekel

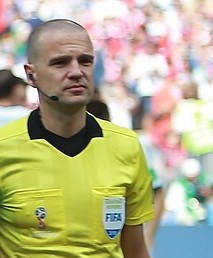
Sander van Roekel (2018)

Sander van Roekel (* 28. März 1974) ist ein niederländischer Fußballschiedsrichter, der international als Schiedsrichterassistent tätig ist.
Seit 2007 stand er als Schiedsrichterassistent auf der Liste der FIFA-Schiedsrichter. Er war (gemeinsam mit Erwin Zeinstra) langjähriger Schiedsrichterassistent von Björn Kuipers bei internationalen Fußballspielen.
Als Schiedsrichterassistent von Kuipers war van Roekel bei allen großen internationalen Turnieren von 2013 bis Kuipers Karriereende 2021 im Einsatz.
Bei der Fußball-Weltmeisterschaft 2014 in Brasilien assistierte er Björn Kuipers bei drei Spielen, ebenso bei der Fußball-Europameisterschaft 2016 in Frankreich bei drei Spielen.
Im April 2021 wurden Kuipers, van Roekel und Zeinstra für die Europameisterschaft 2021 nominiert.